# Kanada javasolt világörökségi helyszínei
Kanada területéről eddig huszonkét helyszín került fel a világörökségi listára, tíz további helyszín a javaslati listán várakozik a felvételre.
| Név                                                                        | Kép | Leírás     | Kritérium              | Év   | Link |
| -------------------------------------------------------------------------- | --- | ---------- | ---------------------- | ---- | ---- |
| Gwaii Haanas Nemzeti Park                                                  |     | vegyes     | III, V, VI, VII, IX, X | 2004 | 1938 |
| Ivvavik, Vuntut Nemzeti Parkok és a Herschel sziget                        |     | vegyes     | IV, V, VII, VIII, X    | 2004 | 1939 |
| Quttinirpaaq Nemzeti Park                                                  |     | vegyes     | III, VII, VIII, X      | 2004 | 1943 |
| Hecate-átjáró és a Queen Charlotte-szigeteki tengeri park                  |     | természeti | VIII, IX, X            | 2018 | 1291 |
| Qajartalik                                                                 |     | kulturális | III                    | 2018 | 6339 |
| Sirmilik Nemzeti Park                                                      |     | vegyes     | V, IX                  | 2018 | 6340 |
| Stein Valley Nlaka'pamux örökségi Park                                     |     | természeti | III, VI                | 2018 | 6341 |
| Wanuskewin Tartományi Park                                                 |     | természeti | III                    | 2018 | 6342 |
| Yukon jégfoltok                                                            |     | kulturális | III, V                 | 2018 | 6343 |
| A transzatlanti kábel parti végállomásai Kanada és Írország közös jelölése |     | kulturális | II, IV                 | 2022 | 6631 |

## Elhelyezkedésük
Kanada javasolt világörökségi helyszínei